# Бейчень (Тодірешть, Ясси)
Бейчень, Бейчені (рум. Băiceni) — село у повіті Ясси в Румунії. Входить до складу комуни Тодірешть.
Село розташоване на відстані 324 км на північ від Бухареста, 52 км на захід від Ясс.

## Населення
За даними перепису населення 2002 року у селі проживали 425 осіб, усі — румуни. Усі жителі села рідною мовою назвали румунську.